# Algathia mollicula
Algathia mollicula là một loài tò vò trong họ Ichneumonidae.